# St. Quirinus (Gunderath)

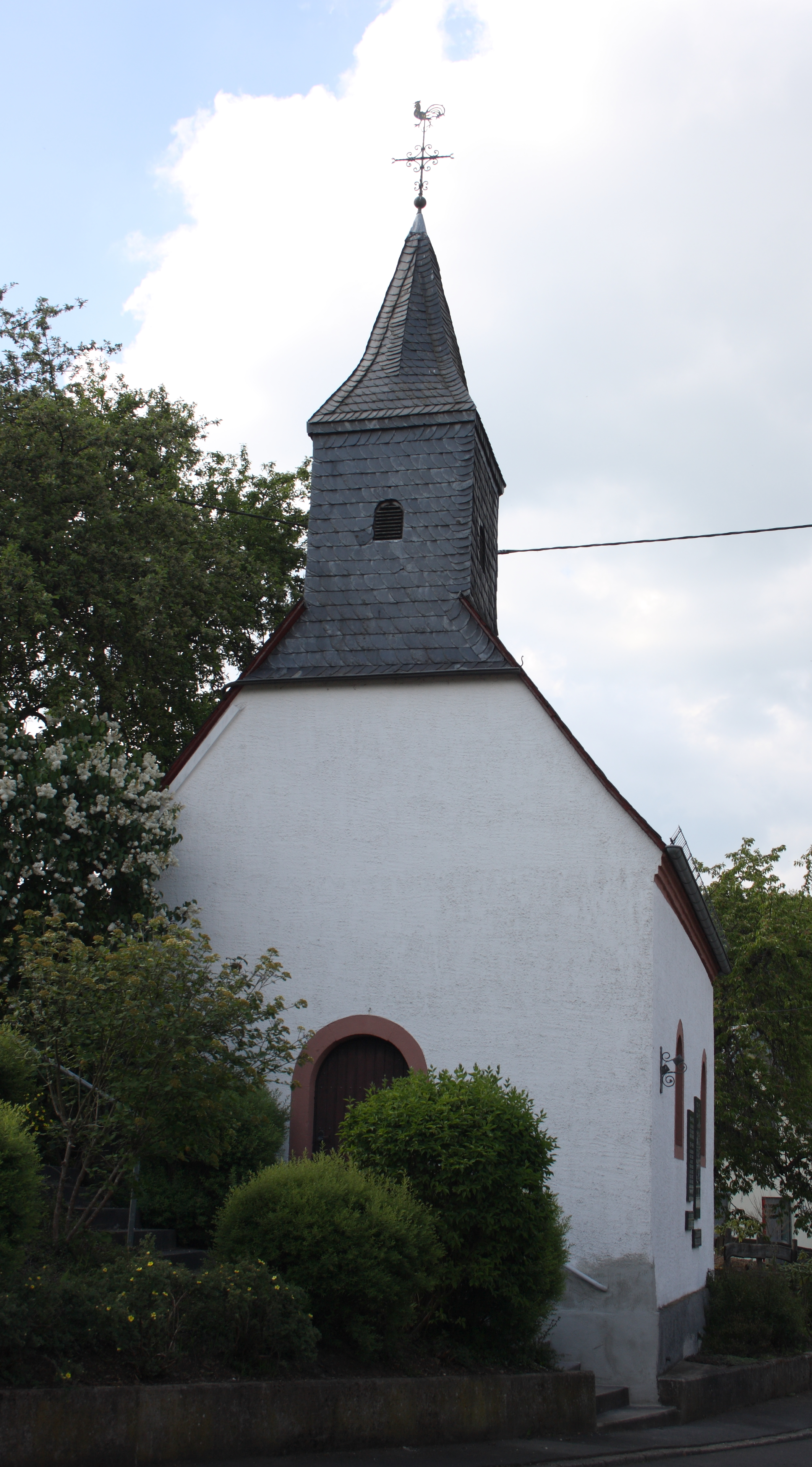
Kirche St. Quirinus in Gunderath

St. Quirinus ist eine katholische Filialkirche in Gunderath, einer Ortsgemeinde im Landkreis Vulkaneifel in Rheinland-Pfalz, die 1785 erbaut wurde. Das Gebäude befindet sich an der Kirchstraße 8 und ist ein geschütztes Kulturdenkmal.

## Beschreibung
Der zweiachsige Saalbau aus dem Jahr 1785 ist dem hl. Quirinus geweiht. Der verputzte Bruchsteinbau besitzt vier Rundbogenfenster und einen dreiseitig geschlossenen Chor. Auf dem geschieferten Satteldach sitzt ein vierseitiger Dachreiter in dem sich eine Glocke befindet. Die Glocke aus dem Jahr 1959 ist mit der Inschrift „Hl. Quirinus bitte für uns“ versehen.
Die Kirche St. Quirinus, bis 1944 im Eigentum der Gemeinde Gunderath, verlor im Laufe der Zeit ihre barocke Ausstattung. 1998 wurde die Kirche umfassend renoviert.